# Lada Vesta
La Lada Vesta è un'automobile prodotta dal 2015 dalla casa automobilistica russa AvtoVAZ negli stabilimenti di Iževsk. È stata presentata al Salone dell'automobile di Mosca del 2014.
La produzione è iniziata il 25 settembre 2015, mentre le vendite sono iniziate il 25 novembre successivo.

## Contesto
La Vesta si basa sul telaio di base Dacia B0, la piattaforma flessibile sviluppata da Renault per i modelli Dacia; la struttura è a trazione anteriore e il motore è disposto in posizione trasversale. Le sospensioni anteriori sono di tipo MacPherson a ruote indipendenti mentre le posteriori utilizzano un nuovo schema a ruote interconnesse con assale torcente e barra stabilizzatrice. Lo scheletro della carrozzeria è realizzato in acciai alto resistenziali misti ad acciai a deformazione programmata. 

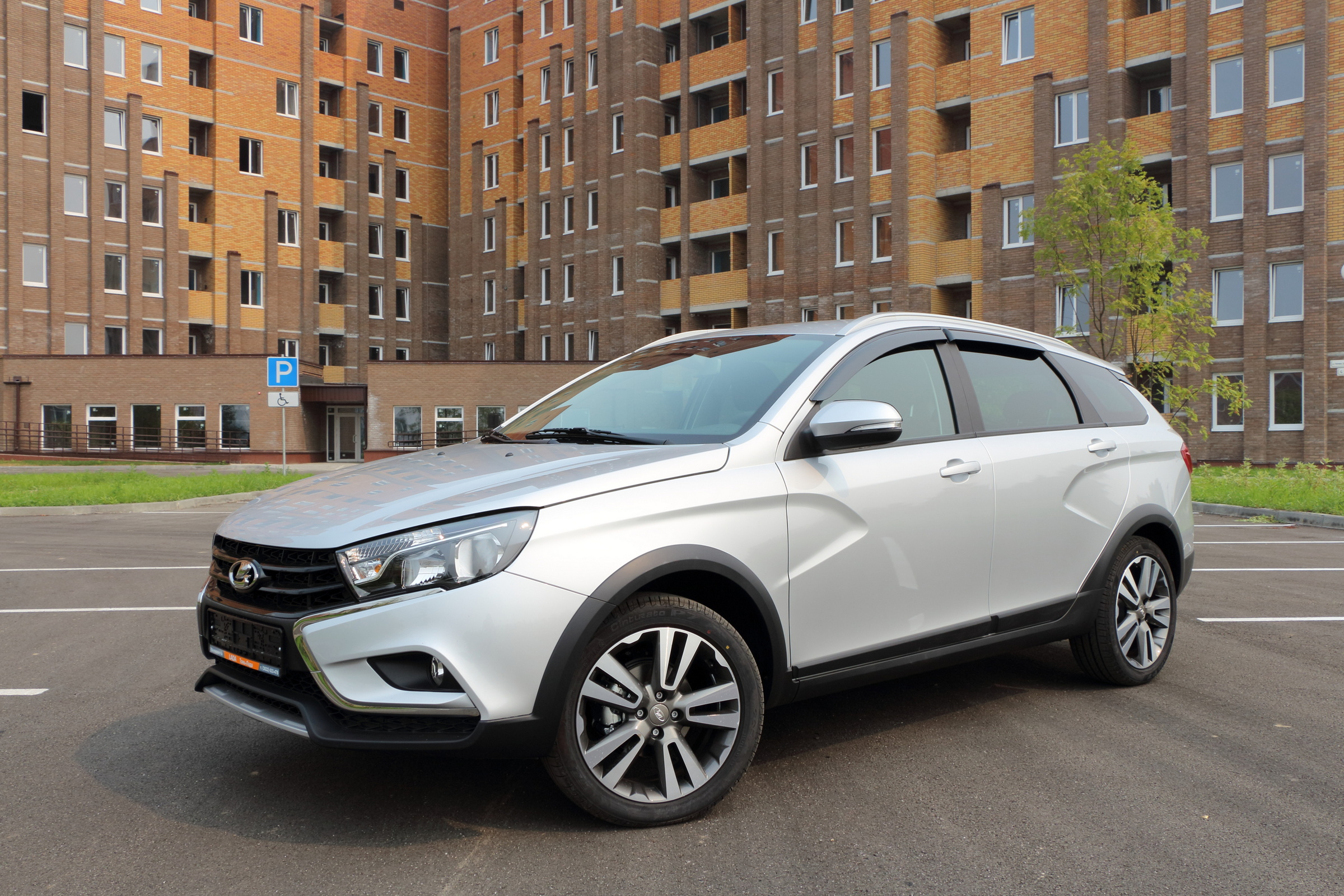
Versione station wagon Cross

La gamma di propulsori è composta da un motore benzina da 1,6 litri a sedici valvole da 106 CV, abbinato a un cambio manuale di origine Renault o a un cambio manuale robotizzato a 5 marce. L'auto è equipaggiata con airbag, freni antibloccaggio con controllo della frenata, ripartitore elettronico di frenata, controllo elettronico della stabilità, sistema di emergenza ERA-Glonass, sterzo regolabile, sistema di chiusura remoto con chiave ripiegabile, computer di bordo, antifurto, cerchi da 15 o 16 pollici e ruota di scorta.
Nel dicembre 2016 parte l’assemblaggio anche a Öskemen, in Kazakistan nello stabilimento della Asia Auto per la vendita sul mercato locale, con tutte le scocche inviate dalla fabbrica di Togliatti.
Nel novembre 2020 viene prodotto l’esemplare numero 500.000 a Togliatti.

## Attività sportiva

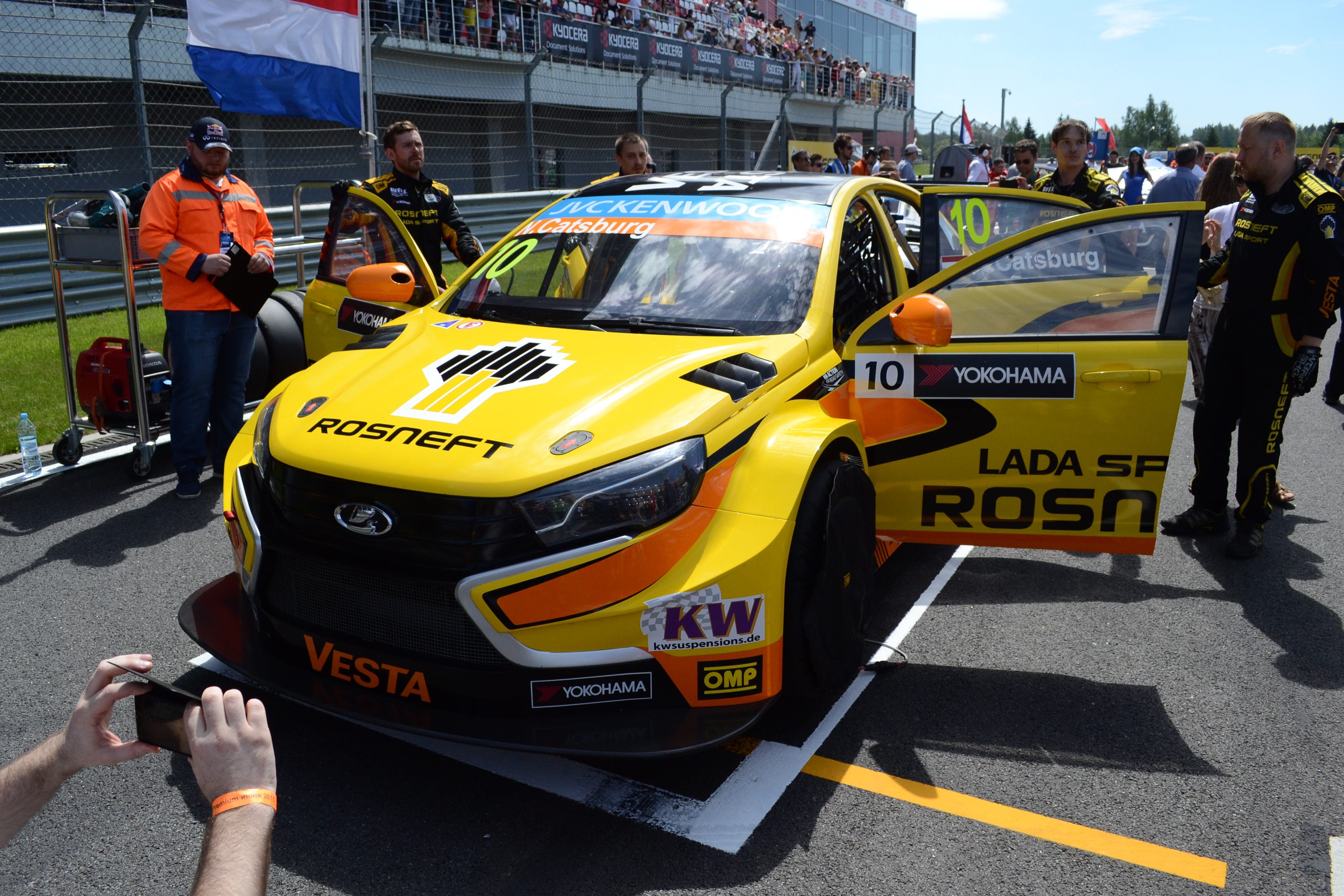
Lada Vesta WTCC al Moscow Raceway nel giugno 2015

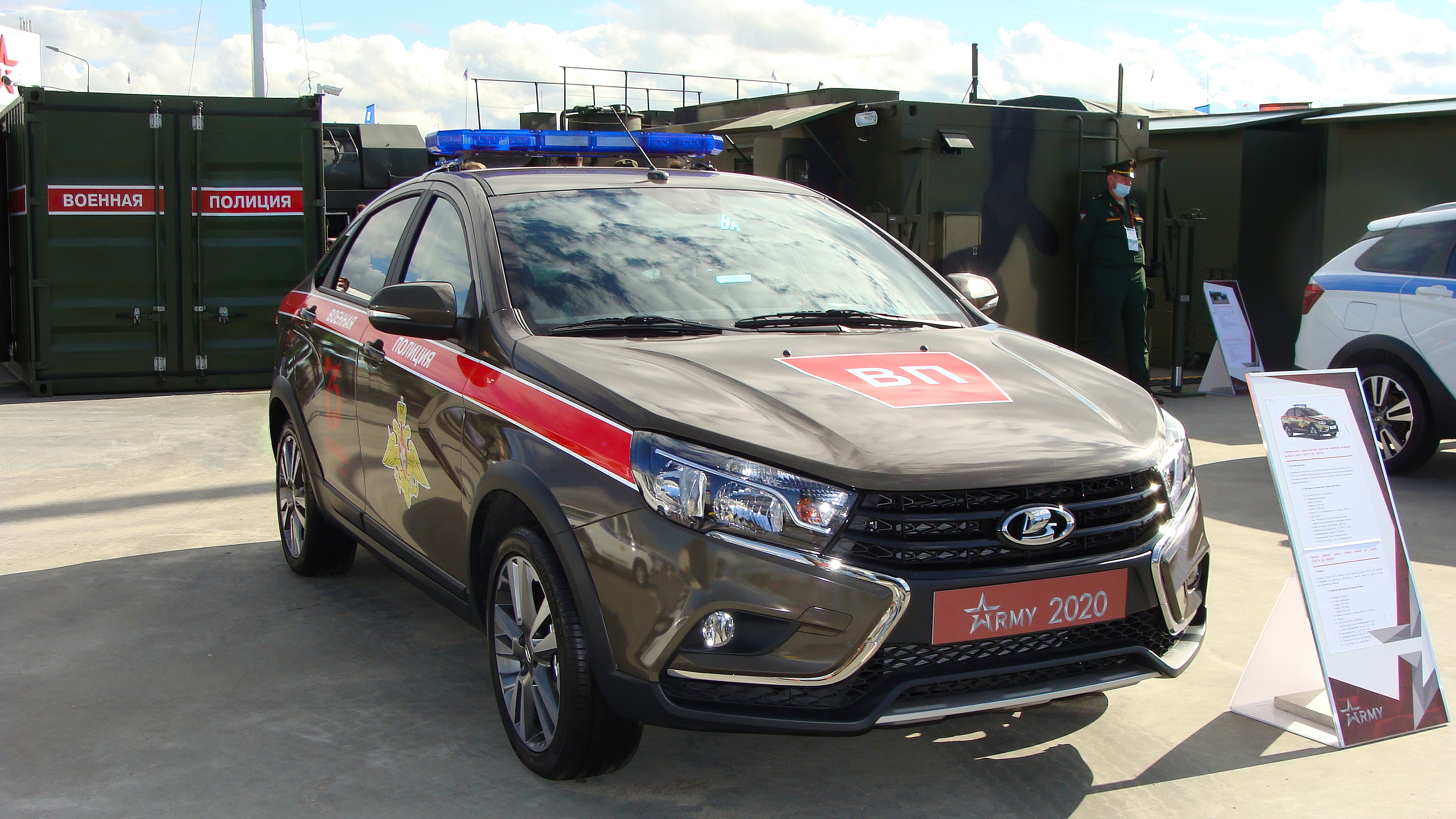
Versione per la polizia militare

Il 15 luglio 2014 la Lada ha annunciato l'intenzione di accompagnare il debutto della Vesta con un programma nel campionato del mondo turismo della nuova auto, che va dunque a sostituire la Priora anche nel WTCC. Tra i piloti spicca l'ex campione WTCC Robert Huff. L'auto, rallentata nelle prime gare da problemi tecnici dovuti allo scarso stadio di sviluppo, ha ottenuto come risultato migliore un terzo posto nella gara del Giappone, accusando un forte ritardo nei confronti delle Honda Civic e, soprattutto, delle Citroën C-Elysée.